# اچ‌ام‌اس سرس (دی۵۹)
اچ‌ام‌اس سرس (دی۵۹) (به انگلیسی: HMS Ceres (D59)) یک کشتی بود که طول آن ۴۵۰ فوت (۱۴۰ متر) بود. این کشتی در سال ۱۹۱۷ ساخته شد.